# Mbukushus
Cet article concerne le peuple mbukushu. Pour la langue mbukushu, voir mbukushu.

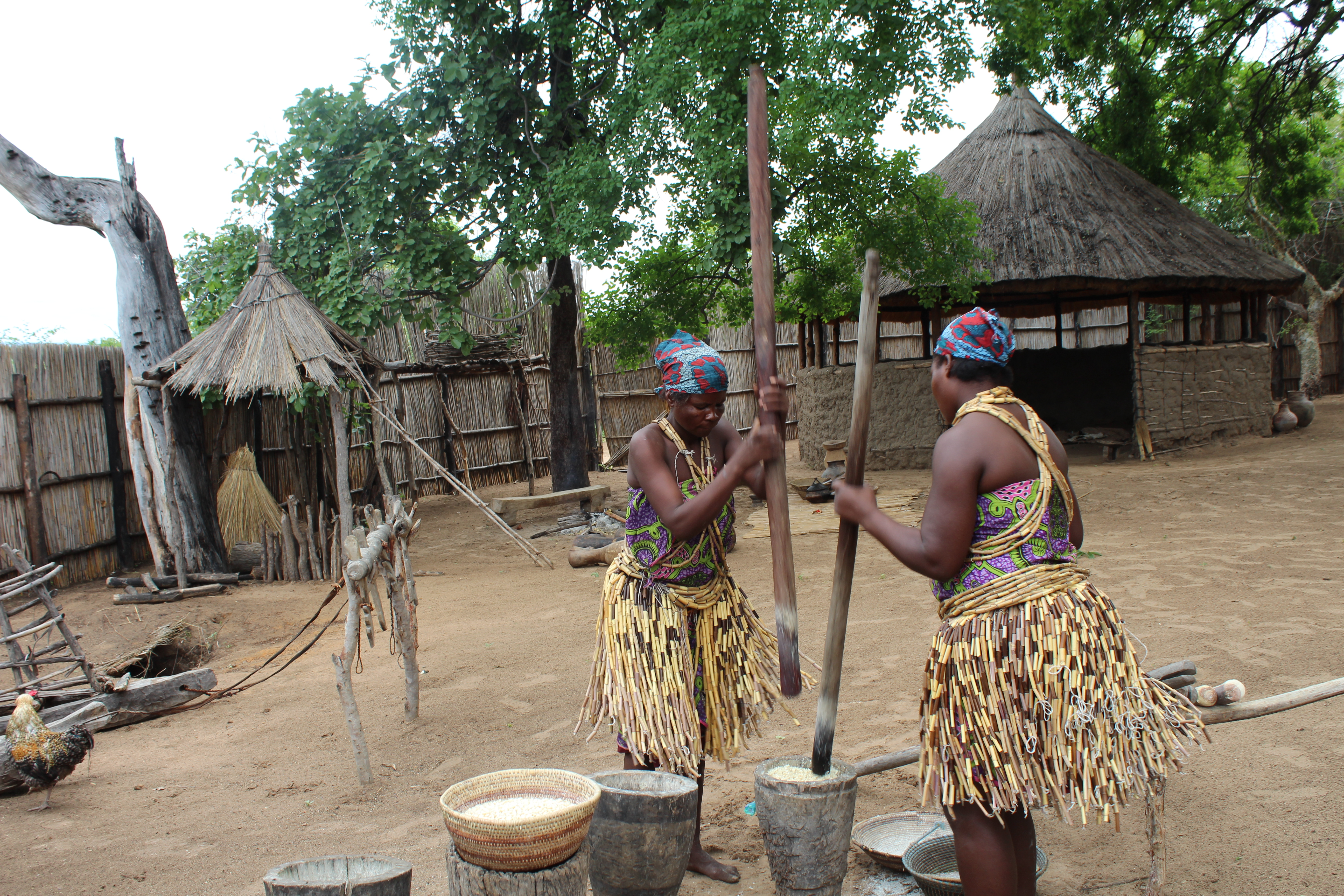
Deux femmes pilant le maïs au nord-est de la Namibie

Les Mbukushus constituent une population d'Afrique australe, vivant principalement au Botswana, également en Namibie et en Zambie. Certains ethnologues les rattachent au groupe des Kavangos.

## Ethnonymie
Selon les sources et le contexte, on observe différentes formes : Gaba, Hambukushu, Mambukush, Mampukush, Mbukuhu, Mucusso.

## Histoire
Les Mbukushus sont originaires de la moyenne vallée du fleuve Zambèze. Ils ont longtemps vécu dans le nord du Ngamiland au Botswana, ainsi qu'en Angola. Au milieu du XIXe siècle ils furent soumis par les Tawanas – un sous-groupe des Tswanas –, puis, au moment de la guerre d'indépendance et de la guerre civile qui déchirèrent l'Angola à la fin des années 1960 et au début des années 1970, un nombre significatif de Mbukushus quitta le pays pour se réfugier au Botswana.

## Langue
Les Mbukushus parlent une langue bantoue, le mbukushu (ou thimbukushu).